# La Trinité-du-Mont
La Trinité-du-Mont ist eine französische Gemeinde mit 917 Einwohnern (Stand 1. Januar 2022) im Département Seine-Maritime in der Region Normandie. Sie gehört zum Arrondissement Le Havre und zum Kanton Bolbec (bis 2015: Kanton Lillebonne).

## Geschichte
Während der Französischen Revolution wurde La Trinité-du-Mont nach Le Mont umbenannt.

## Bevölkerungsentwicklung
| Jahr      | 1962 | 1968 | 1975 | 1982 | 1990 | 1999 | 2006 | 2013 |
| Einwohner | 319  | 390  | 544  | 601  | 637  | 629  | 744  | 794  |

Volkszählungen wurden erstmals 1793 durchgeführt.